# Neuenkirchen (powiat Diepholz)
Neuenkirchen – miejscowość i gmina w Niemczech, w kraju związkowym Dolna Saksonia, w powiecie Diepholz, wchodzi w skład gminy zbiorowej Schwaförden.